# Gomunice
Gomunice è un comune rurale polacco del distretto di Radomsko, nel voivodato di Łódź.
Ricopre una superficie di 62,57 km² e nel 2004 contava 6 001 abitanti.